# Paraphrixus filiformis
Paraphrixus filiformis är en kräftdjursart som först beskrevs av Goverdhan Lal Chopra 1923.  Paraphrixus filiformis ingår i släktet Paraphrixus och familjen Bopyridae. Inga underarter finns listade i Catalogue of Life.